# فلاد ايفانوف
فلاد ايفانوف (بالرومانية: Vlad Ivanov)‏ هو ممثل روماني، ولد في 25 يونيو 1969 في رومانيا.

## أعمال

### أفلام
- (2007) 4 أشهر، 3 أسابيع ويومان
- (2013) محطم الثلج[2]
- (2013) وضعية الطفل

## وصلات خارجية
- فلاد ايفانوف على موقع IMDb (الإنجليزية)
- فلاد ايفانوف على موقع قاعدة بيانات الأفلام العربية
- فلاد ايفانوف على موقع ألو سيني (الفرنسية)
- فلاد ايفانوف على موقع أول موفي (الإنجليزية)
- فلاد ايفانوف على موقع قاعدة بيانات الأفلام السويدية (السويدية)
- فلاد ايفانوف على موقع قاعدة بيانات الفيلم (الإنجليزية)
- فلاد ايفانوف على موقع كينوبويسك (الروسية)